# Чермошанская, Юлия Игоревна
Юлия Игоревна Чермошанская (род. 6 января 1986 года, Брянск, СССР) — российская легкоатлетка, чемпионка Европы и России среди юниоров и молодёжи. В 2016 году решением МОК была лишена золотой награды Олимпийских игр 2008 года в эстафете 4×100 м в связи с обнаружением в пробах станозолола и туринабола. Юлия призналась в употреблении допинга и подписала формы признания санкций за нарушение антидопинговых правил. Добровольные признания санкций спортсменкой ратифицированы Дисциплинарным антидопинговым комитетом РУСАДА».
Дочь известной советской и российской бегуньи Галины Мальчугиной.

## Награды и звания
- Орден Дружбы - За большой вклад в развитие физической культуры и спорта, высокие спортивные достижения на Играх XXIX Олимпиады 2008 года в Пекине[3]
- Заслуженный мастер спорта России